# Rudolph (Familienname)
Rudolph ist ein Familienname. Zu Herkunft und Bedeutung siehe Rudolf.

## A
- Adam Rudolph (* 1955), US-amerikanischer Perkussionist und Komponist
- Adeline Rudolph (* 1995), deutsch-koreanische Schauspielerin
- Alan Rudolph (* 1943), US-amerikanischer Filmregisseur und Drehbuchautor
- Albert Rudolph (1901–nach 1945), deutscher Wirtschaftsgeograph und Hochschullehrer
- Albert Rudolph (Physiker), deutscher Physiker und Hochschullehrer an der Humboldt-Universität Berlin
- Albert Rudolph (Politiker), deutscher sozialdemokratischer Politiker und Landtagsabgeordneter
- Alfred Rudolph (1881–1942), französisch-US-amerikanischer Zeichner, Radierer und Lithograf
- Amalie Rudolph (1876–??), deutsche Politikerin
- Amy Rudolph (* 1973), US-amerikanische Langstreckenläuferin
- Andre Rudolph (* 1975), deutscher Schriftsteller, Lyriker und Übersetzer
- Andreas Rudolph (Baumeister) (1601–1679), deutscher Baumeister
- Andreas Rudolph (Unternehmer) (* 1955), deutscher Unternehmer und Handballfunktionär
- Andreas Rudolph (Triathlet), deutscher Triathlet
- Anna Rudolph (geb. Anna Onischuk; * 1978), deutsche Schachspielerin
- Annet Rudolph (* 1964), deutsche Illustratorin
- Annette Rudolph-Cleff (* 1965), deutsche Hochschullehrerin
- Armin Rudolph (1958–2023), deutscher Bibliothekar, Archäologe und Bodendenkmalpfleger
- Arthur Rudolph (1906–1996), deutscher Raketeningenieur
- Arthur Rudolph (Maler) (1885–1959), deutscher Maler
- Arthur Rudolph (Politiker) (1874–1950), Eisenbahnarbeiter und Abgeordneter
- August Friedrich Wilhelm Rudolph (1771–1826), deutscher Pädagoge
- Axel Rudolph (1893–1944), deutscher Schriftsteller

## B
- Bernd Rudolph (Ökonom) (* 1944), deutscher Finanzwissenschaftler und Hochschullehrer
- Bernd Rudolph (Politiker) (* 1962), deutscher Politiker (BSW), MdL Sachsen
- Bernhard Rudolph (1876–1960), deutscher Anwalt und Politiker, MdL Hannover
- Bruno Rudolph (1938–2021), deutscher Fußballspieler

## C
- Carl Rudolph (Verwaltungsjurist) (1841–1915), deutscher Verwaltungsjurist
- Carl Rudolph (Pädagoge) (1891–1955), deutscher Reformpädagoge
- Caspar Rudolph (1501–1561), deutscher Philosoph, Schulmann und Hochschullehrer
- Céline Rudolph (* 1969), deutsche Sängerin
- Charlotte Rudolph (1896–1983), deutsche Fotografin
- Christian Rudolph (Leichtathlet) (* 1949), deutscher Hürdenläufer
- Christian Rudolph (Karambolagespieler) (* 1965), deutscher Billardspieler und Nationaltrainer
- Christian Rudolph (Pokerspieler) (* 1988), deutscher Pokerspieler
- Christian Friedrich Rudolph (1720–??), deutscher Autor und Buchbinder
- Christin-Désirée Rudolph (* 1966), deutsche Schriftstellerin
- Claude-Oliver Rudolph (* 1956), deutscher Schauspieler und Regisseur
- Colin Rudolph (* 2006), deutscher Radsportler
- Conrad Rudolph (* 1951), US-amerikanischer Kunsthistoriker
- Cuno Hugo Rudolph (1860–1932), US-amerikanischer Politiker

## D
- Daniel Jay Rudolph (1949–2010), US-amerikanischer Mathematiker
- Dieter Rudolph (1930–2001), deutscher Kunsterzieher und Maler
- Dieter Paul Rudolph (1955–2017), deutscher Schriftsteller, Herausgeber und Literaturwissenschaftler
- Dietmar Rudolph (1941–2022), deutscher Ingenieur der Rundfunktechnik und Hochschullehrer
- Dirk Rudolph (* 1964), deutscher Fotograf und Grafiker
- Dorothea Rudolph (Fotografin) (* 1917), deutsche Fotografin

## E
- Eddie Rudolph (1941–2009), US-amerikanischer Eisschnellläufer
- Ehrenfried Rudolph (* 1935), deutscher Radrennfahrer
- Eleonore Rudolph (1923–2021), deutsche Politikerin (CDU)
- Enno Rudolph (* 1945), deutscher Philosoph
- Eric Rudolph (* 1966), US-amerikanischer Attentäter
- Ernst Rudolph (1918–1986), deutscher Karambolagespieler
- Eva-Brigitte Rudolph-Heger (* 1934), deutsche Politikerin (CDU)

## F
- Ferdinand Rudolph (Sänger) (1840–1911), deutscher Sänger (Bass) und Schauspieler
- Ferdinand Rudolph (Eishockeyspieler) (1899–nach 1924), belgischer Eishockeyspieler
- Fréderic Rudolph (1899–nach 1924), belgischer Eishockeyspieler
- Fritz Rudolph (1913–1995), deutscher Kameramann und Teilnehmer der DDR-Anden-Feuerland-Expedition

## G
- Georg August Rudolph (1816–1893), deutscher Verwaltungsjurist und Politiker, Oberbürgermeister von Marburg
- Georg Gottfried Rudolph (1778–1840), deutscher Diener und Privatsekretär Friedrich Schillers
- Gerhard Rudolph (Mediziner) (1916–2001), deutscher Medizin- und Pharmaziehistoriker und Hochschullehrer
- Gerhard Rudolph (Fußballspieler) (* 1924), deutscher Fußballspieler
- Gerhard Rudolph (Politiker) († 1999), deutscher Politiker, von 1965 bis 1983  Bürgermeister von Eschwege
- Günter Rudolph (Mediziner) (* 1954), deutscher Ophthalmologe
- Günter Rudolph (Politiker) (* 1956), deutscher Politiker (SPD)
- Günther Rudolph (1929–2017), deutscher Ökonom und Soziologe

## H
- Hans Rudolph (Konstrukteur) (1903–1994), deutschamerikanischer Mechaniker, Konstrukteur und Unternehmer
- Hans Rudolph (Maler, 1905) (1905–1993), deutscher Maler
- Hans Rudolph (Althistoriker) (1907–1980), deutscher Althistoriker
- Hans Rudolph (Maler, 1911) (1911–1975), deutscher Maler
- Hans Christian Rudolph (1943–2014), deutscher Schauspieler
- Hans-Georg Rudolph (1908–1987), deutscher Schauspieler und Filmregisseur
- Harriet Rudolph (* 1966), deutsche Historikerin
- Hedwig Rudolph (* 1941), deutsche Wirtschaftswissenschaftlerin
- Heinrich Rudolph (Maler) (1901–1965), deutscher Maler und Grafiker
- Heinz Rudolph (Politiker, 1912) (1912–2002), deutscher Ökonom, Manager und Politiker (CDU)
- Heinz Rudolph (Politiker, 1922) (auch Heinrich Rudolph; 1922–2001), deutscher Politiker (DP, CDU, NPD), MdL Niedersachsen
- Helmut Rudolph (Maler) (1906–1981), deutscher Maler
- Helmut Rudolph (Tänzer) (1908–1999), deutscher Tänzer, Zeichner und Autor
- Helmuth Rudolph (Helmuth August Wilhelm Rudolf Arthur Heyn, auch Helmut Rudolph; 1900–1971), deutscher Schauspieler
- Hermann Rudolph (Architekt) (1846–1924), deutscher Architekt und Baumeister
- Hermann Rudolph (Theosoph) (1865–1946), deutscher Lehrer und Theosoph
- Hermann Rudolph (Journalist) (* 1939), deutscher Journalist

## I
- Ina Rudolph (* 1969), deutsche Schauspielerin
- Inge Rudolph (* 1957), deutsche Juristin und Richterin am Bundesverwaltungsgericht
- Insa Rudolph (* 1978), deutsche Musikerin, Singer-Songwriterin und Komponistin
- Iris Rudolph (* 1961), deutsche Ruderin

## J
- Joachim Rudolph (Chemiker) (1936–1993), deutscher Chemiker, Redakteur und Autor
- Joachim Rudolph (Fluchthelfer) (1938–2025), deutscher Fluchthelfer
- Johann Christoph Rudolph (1723–1792), deutscher Rechtswissenschaftler und Hochschullehrer
- Johann Heinrich Rudolph (1744/1754–1809), deutscher Mediziner, Botaniker und Hochschullehrer
- Johann Philipp Julius Rudolph (1729–1797), deutscher Forschungsreisender, Mediziner und Hochschullehrer
- Johannes Rudolph (1870–1910), deutscher Politiker (NLP) und Amtsrichter
- Jörg-Meinhard Rudolph (* 1951), deutscher Sinologe
- Julius Rudolph (1857–1915), deutscher Schauspieler und Theaterleiter

## K
- Karl Rudolph (Botaniker) (1881–1937), österreichischer Botaniker
- Karlheinz Rudolph (1923–1994), deutscher Journalist und Fernsehmoderator
- Karl Lenhard Rudolph (* 1969), deutscher Biochemiker
- Karsten Rudolph (* 1962), deutscher Politiker (SPD) und Historiker
- Kriss Rudolph (* 1971), deutscher Autor und Journalist
- Kurt Rudolph (1929–2020), deutscher Religionshistoriker
- Kyle Rudolph (* 1989), US-amerikanischer American-Football-Spieler

## L
- Lars Rudolph (* 1966), deutscher Schauspieler und Komponist
- Liane Rudolph (* 1952), deutsche Synchronsprecherin
- Lloyd I. Rudolph (1927–2016), US-amerikanischer Politikwissenschaftler
- Ludwig Ritter von Rudolph (1890–1966), deutscher Lehrer und Politiker (FDP, SPD), MdL Bayern
- Ludwig Rudolph (1813–1896), preußischer Lehrer und Botaniker
- Lutz Rudolph (1936–2011), deutscher Designer

## M
- Magdalene Rudolph (1901–1992), deutsche Kunsthistorikerin
- Malcolm Rudolph (* 1989), australischer Radrennfahrer
- Marco Rudolph (* 1970), deutscher Boxer
- Marcus Rudolph (* 1966), deutscher Hörfunkmoderator
- Marianne Rudolph († 1980), deutsche Schauspielerin und Hörspielsprecherin
- Martin Rudolph (Geograph) (1898–1974), deutscher Geograph und Genealoge
- Martin Rudolph (Archäologe) (Martin Viktor Wilhelm Rudolph; 1908–1993), deutscher Bauingenieur und Archäologe
- Mason Rudolph (* 1995), US-amerikanischer Footballspieler
- Matthias Rudolph (Politiker) (* 1976), deutscher Politiker (parteilos), Bürgermeister von Fürstenwalde
- Matthias Rudolph (* 1982), deutscher Fußballspieler und -trainer
- Maya Rudolph (* 1972), US-amerikanische Schauspielerin und Komikerin
- Michael Rudolph (* 1953), deutscher Lehrer und Schulleiter

## N
- Nico Rudolph (* 1989), deutscher Sozialarbeiter und Politiker (BSW)
- Niels-Peter Rudolph (* 1940), deutscher Regisseur und Intendant
- Nils Rudolph (* 1965), deutscher Schwimmer
- Norbert Rudolph (* 1960), deutscher Fußballspieler

## O
- Otto Rudolph († 1878), deutscher Buchhändler

## P
- Paul Rudolph (Physiker) (1858–1935), deutscher Physiker und Optiker
- Paul Rudolph (Architekt) (1918–1997), US-amerikanischer Architekt
- Peter W. Rudolph (* 1933), deutscher Maler und Grafiker

## R
- Rainer Rudolph (Schauspieler) (* 1941), deutscher Schauspieler
- Rainer Rudolph (Biochemiker) (1949–2009), deutscher Biochemiker
- Rebecca Rudolph (* 1980), deutsche Schauspielerin
- Renate Rudolph (* 1949), deutsche Handballspielerin
- Rolf Rudolph (1930–1963), deutscher Historiker
- Rüdiger Rudolph (* 1972), deutscher Schauspieler

## S
- Sebastian Rudolph (* 1968), deutscher Schauspieler
- Sebastian Rudolph (Mathematiker) (* 1976), deutscher Mathematiker, Informatiker und Hochschullehrer
- Shay Rudolph (* 2005), US-amerikanische Schauspielerin
- Siegfried Rudolph (1915–2004), deutscher Mediziner, Heimatforscher, Historiker und Autor
- Stefan Rudolph (Politiker) (* 1962), deutscher Politiker (CDU)
- Stefan Rudolph (Wasserspringer) (* 1990), deutscher Wasserspringer
- Steffen Rudolph (* 1940), deutscher Diplomat und Botschafter
- Steve Rudolph (* 1949), US-amerikanischer Jazzmusiker
- Susanne Hoeber Rudolph (1930–2015), US-amerikanische Politikwissenschaftlerin
- Susanne Rudolph (* 1981), deutsche Shorttrackerin

## T
- Terry Rudolph (* 1973), Physiker
- Theodor Rudolph (1836–vor 1923), Schweizer Kaufmann und Numismatiker
- Thomas Rudolph (Betriebswirt) (* 1962), deutsch-schweizerischer Betriebswirt und Hochschullehrer
- Thomas Rudolph (Fußballspieler, 1960) (* 1960), deutscher Fußballspieler
- Thomas Rudolph (Bürgerrechtler) (* 1963), deutscher Bürgerrechtler
- Thomas Rudolph (Rennrodler) (* 1970), deutscher Rennrodler
- Thomas Rudolph (Fußballspieler, 1989) (* 1989), deutscher Fußballspieler
- Thorsten Rudolph (* 1974), deutscher Politiker (SPD), MdB
- Tina Rudolph (* 1991), deutsche Politikerin (SPD), MdB
- Tresi Rudolph (1911–1997), deutsche Sängerin (Sopran) und Schauspielerin

## U
- Udo Rudolph (* 1963), deutscher Psychologe, Hochschullehrer

## V
- Vérénice Rudolph (* 1951), deutsche Schauspielerin und Regisseurin
- Volker Rudolph (* 1976), deutscher Mediziner

## W
- Werner Rudolph (Sporthistoriker) (* 1926), deutscher Sporthistoriker
- Werner Rudolph (Mediziner) (1927–2019), deutscher Mediziner
- Werner Rudolph (Pianist) (1947–2011), deutscher Pianist und Komponist
- Wilfried Rudolph (* 1943), deutscher Unternehmer und Verbandsfunktionär
- Wilhelm Rudolph (Maler) (1889–1982), deutscher Maler, Grafiker und Zeichner
- Wilhelm Rudolph (Theologe) (1891–1987), deutscher evangelischer Theologe
- William Rudolph (1886–1975), US-amerikanischer Filmtechniker
- Wilma Rudolph (1940–1994), US-amerikanische Leichtathletin
- Wolfgang Rudolph (Ethnologe) (1921–1999), deutscher Ethnologe, Hochschullehrer und Herausgeber
- Wolfgang Rudolph (Volkskundler) (1923–2014), deutscher Autor maritimer Literatur
- Wolfgang Rudolph (Agronom) (1930–2020), deutscher Agrarwissenschaftler
- Wolfgang Rudolph (Moderator) (* 1944), deutscher Fernsehmoderator
- Wolfgang Rudolph (Puppenspieler) (1945–2020), Puppenspieler und DDR-Oppositioneller